# Кальвиццано
Кальвиццано (итал. Calvizzano) — город в Италии, располагается в регионе Кампания, в провинции Неаполь.
Население составляет 12 406 человек (на 2004 г.), плотность населения составляет 4009 чел./км². Занимает площадь 3 км². Почтовый индекс — 80012. Телефонный код — 081.
Покровителем города почитается святой апостол Иаков Старший, празднование 25 июля.